# Gia Gunn
Pour les articles homonymes, voir Gunn.
Gia Gunn est le nom de scène de la drag queen américaine Gia Ichikawa. Elle est l'une des concurrente de la saison 6 de RuPaul's Drag Race en 2014 et de la saison 4 de RuPaul's Drag Race: All Stars en 2019.

## Biographie
Gia Gunn fait de la danse traditionnelle japonaise et interprète des personnages d'onnagata en kabuki à l'âge de 7 ans.
Sa drag mother est Aly Gunn, une drag queen trans, dont le nom s'inspire de Tim Gunn. Le prénom Gia vient de Gia Carangi, une mannequin américaine.
En 2014, elle est annoncée comme faisant partie des 14 participantes de la saison 6 de RuPaul's Drag Race. Elle est éliminée lors de l'épisode 7, celui du Snatch Game, où elle interprète Kim Kardashian sans succès. Se retrouvant dans les deux dernières, elle entreprend un play-back contre Laganja Estranja sur Head to toe de Lisa Lisa et Cult Jam, play-back qu'elle perd,,.
Trois ans plus tard, elle annonce faire partie du casting de The Switch Drag Race (en), la version chilienne de RuPaul's,. L'émission débute le 25 mars 2018 avec 15 participantes. Elle remporte dixchallenges, devenant la participantes la plus décorée de la saison mais elle perd en finale face à Miss Leona (en),. La même année, elle défile avec Laganja Estranga pour MarcoMarco.
En avril 2017, elle fait son coming-out trans sur Instagram. En août, elle annonce avoir changé légalement de nom pour Gia. Le 31 mars 2018, quelques jours après le début de la diffusion de The Switch, elle dévoile la web-série 30 Days in Transition sur sa chaîne YouTube où elle parle de différentes choses liés à sa transition Male-to-Female. Peu après, elle annonce qu'elle commence une série documentaire en ligne avec WOWPresent qui raconte sa vie de femme trans et de drag queen nommé Follow Me: Gia Gunn,. En mai, elle lance une campagne GoFundMe pour payer son opération de transition, d'un montant de 30 000 $.
Elle revient fin 2018 dans la saison 4 de RuPaul's Drag Race: All Stars et devient la première femme ayant transitionée à participer à l'émission. Elle est éliminée lors de l'épisode 3, celui du Snatch Game encore une fois, où son interprétation de Jenny Bul ne convainc pas. Après son départ, elle avoue avoir eu une confrontation avec RuPaul sur le sujet des drag queen transgenres qui a été coupée au montage.